# The Living Years
Living Years is een single van Mike and the Mechanics. Het nummer is echter beter bekend onder de titel The Living Years. Het is afkomstig van hun album Living Years, later vernoemd naar de succesvolle single.

## Achtergrond
De single bleek een onverwachts succes voor de band. In eerste instantie werd gedacht dat de muziek en teksten afkomstig waren van Mike Rutherford; pas in 2004 gaf hij aan dat de teksten afkomstig waren van B.A. Robertson over het feit dat deze in korte tijd zijn vader verloor, maar er een kind bijkreeg. Robertson verweet zijn vader dat deze te hoge eisen stelde. Maar er is ook zelfverwijt; hij heeft het zijn vader nooit verteld… En toen was het te laat.
Het nummer is later opnieuw opgenomen door tal van artiesten waarvan de meest eigenaardige James Last aangezien het een echt rocknummer was. Zanger van het nummer Paul Carrack zong het nog regelmatig tijdens zijn solo-optreden; hij verloor zijn vader echter al op elfjarige leeftijd, maar miste toch de (mogelijke) gesprekken met zijn vader.

## Hitlijsten
De plaat haalde met B-kant Too Many Friends van het vorige album in tal van landen de hitparade, er verscheen ook een 3"-cd-single met extra track I Get the Feeling, een liveopname. In Oostenrijk haalde het plaats 18 (in 6 weken), Zweden plaats 18 (1 week), Noorwegen plaats 10 (2 weken), Australië een eerste plaats (20 weken), Nieuw-Zeeland plaats 11 in 8 weken. In de Verenigde Staten haalde het de eerste plaats in de Billboard Hot 100, in Canada haalde het ook positie nummer 1. Uiteindelijk zouden er meer dan vier miljoen exemplaren verkocht worden.

### Top 40
| "The Living Years" in de Nederlandse Top 40 - binnen: week 8/1989 | "The Living Years" in de Nederlandse Top 40 - binnen: week 8/1989 | "The Living Years" in de Nederlandse Top 40 - binnen: week 8/1989 | "The Living Years" in de Nederlandse Top 40 - binnen: week 8/1989 | "The Living Years" in de Nederlandse Top 40 - binnen: week 8/1989 |
| Week                                                              | 1                                                                 | 2                                                                 | 3                                                                 | 4                                                                 |
| ----------------------------------------------------------------- | ----------------------------------------------------------------- | ----------------------------------------------------------------- | ----------------------------------------------------------------- | ----------------------------------------------------------------- |
| Nummer                                                            | 29                                                                | 20                                                                | 22                                                                | 32                                                                |

### Single Top 100
| "The Living Years" in de Nederlandse Single Top 100 - binnen: 11-02-1989 | "The Living Years" in de Nederlandse Single Top 100 - binnen: 11-02-1989 | "The Living Years" in de Nederlandse Single Top 100 - binnen: 11-02-1989 | "The Living Years" in de Nederlandse Single Top 100 - binnen: 11-02-1989 | "The Living Years" in de Nederlandse Single Top 100 - binnen: 11-02-1989 | "The Living Years" in de Nederlandse Single Top 100 - binnen: 11-02-1989 | "The Living Years" in de Nederlandse Single Top 100 - binnen: 11-02-1989 | "The Living Years" in de Nederlandse Single Top 100 - binnen: 11-02-1989 | "The Living Years" in de Nederlandse Single Top 100 - binnen: 11-02-1989 | "The Living Years" in de Nederlandse Single Top 100 - binnen: 11-02-1989 | "The Living Years" in de Nederlandse Single Top 100 - binnen: 11-02-1989 |
| Week                                                                     | 1                                                                        | 2                                                                        | 3                                                                        | 4                                                                        | 5                                                                        | 6                                                                        | 7                                                                        | 8                                                                        | 9                                                                        | 10                                                                       |
| ------------------------------------------------------------------------ | ------------------------------------------------------------------------ | ------------------------------------------------------------------------ | ------------------------------------------------------------------------ | ------------------------------------------------------------------------ | ------------------------------------------------------------------------ | ------------------------------------------------------------------------ | ------------------------------------------------------------------------ | ------------------------------------------------------------------------ | ------------------------------------------------------------------------ | ------------------------------------------------------------------------ |
| Nummer                                                                   | 55                                                                       | 29                                                                       | 23                                                                       | 20                                                                       | 27                                                                       | 38                                                                       | 45                                                                       | 58                                                                       | 74                                                                       | 97                                                                       |

### NPO Radio 2 Top 2000
| Nummer met noteringen in de NPO Radio 2 Top 2000 | '99 | '00 | '01 | '02  | '03 | '04 | '05 | '06 | '07  | '08 | '09  | '10  | '11  | '12  | '13 | '14 | '15  | '16  | '17  | '18  | '19  | '20  | '21  | '22  | '23  | '24  |
| ------------------------------------------------ | --- | --- | --- | ---- | --- | --- | --- | --- | ---- | --- | ---- | ---- | ---- | ---- | --- | --- | ---- | ---- | ---- | ---- | ---- | ---- | ---- | ---- | ---- | ---- |
| The Living Years                                 | 686 | 900 | 719 | 1096 | 936 | 997 | 865 | 943 | 1119 | 954 | 1074 | 1081 | 1279 | 1037 | 945 | 896 | 1033 | 1168 | 1200 | 1282 | 1251 | 1323 | 1351 | 1362 | 1473 | 1399 |

1. ↑  Een vetgedrukt getal geeft de hoogste notering aan.